# Don Pedro de Barberana y Aparregui
Don Pedro de Barberana y Aparregui es un retrato atribuido a Velázquez quien lo habría pintado hacia 1631-1633 y se conserva en el Kimbell Art Museum de Fort Worth, Texas, (Estados Unidos) desde 1981.

## Historia del cuadro
No se tienen noticias documentales antiguas de este cuadro, publicado por primera vez como obra de Velázquez y con el título de Caballero de Calatrava por José López-Rey en 1972, cuando se encontraba en colección privada de Nueva York, sin otra referencia que la de haber sido adquirido en Europa hacia 1950. Inmediatamente fue acogido de forma favorable por la crítica y un año después José Gudiol identificó al personaje retratado como Pedro de Barberana (1579-1649), nacido y muerto en Briones (La Rioja), de cuyo castillo fue alcaide perpetuo. Contador mayor y miembro del Consejo Privado del rey, ingresó en la Orden de Calatrava, cuya cruz luce ostentosamente en el pecho y en la capa, en octubre de 1630, cuando Velázquez aún se encontraba en Italia, lo que determina la fecha a partir de la cual pudo ser pintado.

## Descripción del cuadro
El personaje, retratado de cuerpo entero, vestido de riguroso negro solo roto por el color rojo de la cruz y el cuello blanco, con el sombrero en la mano diestra y la izquierda apoyada en el puño de la espada, aparece recortado sobre un fondo neutro. En el contorneado de la figura y en los brillos del vestido, logrados a base de veladuras sobre la primera capa de negro, Velázquez utiliza una técnica semejante a la empleada en los retratos de fecha próxima de Don Diego del Corral y Arellano y su esposa Doña Antonia de Ipeñarrieta y Galdós y su hijo don Luis, pero en este caso, como apunta Jonathan Brown, acentúa la neutralización del espacio, dejándolo vacío, a fin de resaltar con más fuerza la figura del retratado.